# Flamur Kastrati
Flamur Kastrati (ur. 14 listopada 1991 w Oslo) – kosowsko-norweski piłkarz występujący na pozycji napastnika, w norweskim klubie Odds BK. Były juniorski i młodzieżowy reprezentant Norwegii (w reprezentacjach od U-16, do U-23) oraz seniorski Kosowa. W grudniu 2022 na Instagramie ogłosił zakończenie swojej kariery.

## Życiorys
Flamur Kastrati urodził się Oslo i tam wychował. Jego rodzice są jednak Albańczykami kosowskiego pochodzenia.

### Kariera klubowa
Kastrati jest wychowankiem klubu Skeid Fotball, z którego na początku 2009 roku trafił do FC Twente. Grał głównie w rezerwach tego klubu oraz kilku towarzyskich meczach pierwszego zespołu. Został zgłoszony do Ligi Mistrzów, a 2 listopada usiadł na ławce rezerwowych w wygranym 2:0 meczu z Werderem Brema. W styczniu 2011 został wypożyczony do VfL Osnabrück. 13 marca 2011 w meczu 2. Bundesligi przeciwko Energie Cottbus Kastrati doznał wstrząśnienia mózgu i na moment stracił przytomność po zderzeniu z Markusem Brzenską. Młody napastnik został przewieziony do szpitala, a do końca meczu piłkarze obu drużyn jedynie wymieniali między sobą podania nie chcąc kontynuować rywalizacji. 1 kwietnia tego samego roku Kastrati wrócił do gry.
Po zakończeniu wypożyczenia do VfL Osnabrück na zasadzie wolnego transferu przeszedł z FC Twente do MSV Duisburg. Następnie grał także w FC Erzgebirge Aue i wrócił do Norwegii, by występować w Strømsgodset IF, a później w Aalesunds FK. W latach 2017–2018 był piłkarzem Sandefjord Fotball.
15 sierpnia 2018 podpisał kontrakt z Kristiansund BK, umowa do 31 lipca 2021.

### Kariera reprezentacyjna
Kastrati przez wiele lat grał w juniorskich i młodzieżowych reprezentacjach Norwegii. Z kadrą U-21 awansował do półfinału młodzieżowych mistrzostw Europy 2013.
W 2014 roku został powołany na pierwszy oficjalny mecz w historii reprezentacji Kosowa. W 86. minucie tego spotkania zastąpił na boisku Shpëtima Hasaniego. W sumie w reprezentacji Kosowa rozegrał pięć meczów (dwa w 2014, trzy w latach 2016–2021), z czego cztery były towarzyskie; nie zdobył żadnej bramki .

## Sukcesy

### Klubowe
Strømsgodset IF
- Mistrz Norwegii: 2013

### Reprezentacyjne
Norwegia U-21
- Uczestnik Mistrzostw U21: 2013